# موتورولا RIZR
موتورولا RIZR (نطق / raɪzər / "الناهض") هي عبارة عن سلسلة من الهواتف النقالة من موتورولا ، وهي واحدة من سلسلة في الخط 4LTR . تم اصدارها كا نموذج اولي في أواخر عام 2006. يستخدم الهاتف اسلوب المنزلق (يمنافس سامسونج و LG ) ، يتم إخفاء مفاتيح رقمية تحت غطاء شاشة الهاتف.

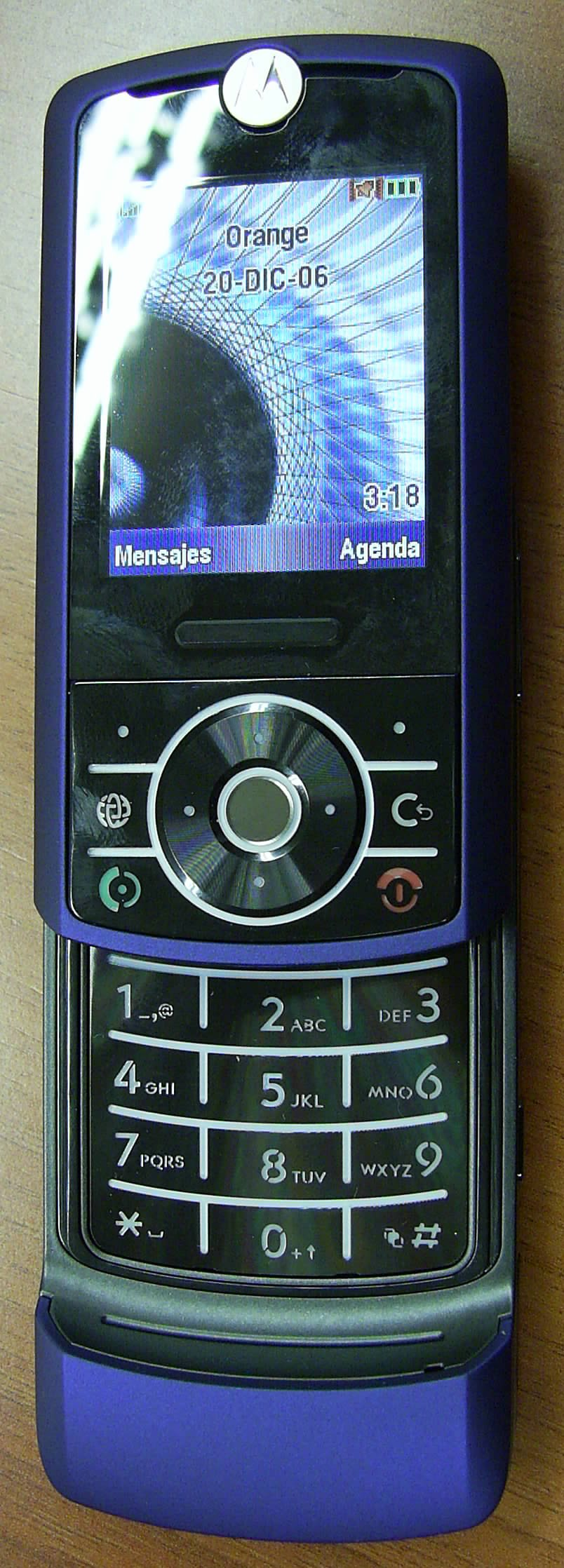
RIZR Z3 موتورولا

## إصدارات
- Z3
- Z6c
- Z6cx
- Z6w
- Z6tv
- Z8
- Z10